# Икоана (Ђурђу)
Икоана (рум. Icoana) насеље је у Румунији у округу Ђурђу у општини Улми. Oпштина се налази на надморској висини од 111 m.

## Становништво
Према подацима из 2002. године у насељу је живело 1030 становника, од којих су сви румунске националности.